# Feyisa Lilesa
Feyisa Lilesa (* 1. února 1990 Jeldu) je etiopský maratonec oromské národnosti.

## Běžecká kariéra
Obsadil třetí místo v maratonu na mistrovství světa v atletice 2011 a druhé místo na Letních olympijských hrách 2016. Na mistrovství světa v přespolním běhu získal s etiopským družstvem stříbrnou medaili v roce 2011 a zlatou v roce 2013. Vyhrál Dublinský maraton 2009, Siamenský maraton 2010, Tokijský maraton 2016 a Newyorský půlmaraton 2017. Jeho osobní rekordy jsou 27:38 v běhu na 10 km, 59:22 v půlmaratonu a 2:04:52 v maratonu.

## Protest
V cíli olympijského maratonu v roce 2016 zkřížil ruce nad hlavou, aby odkázal na masové zatýkání Oromů v Etiopii, související s násilnou asimilační politikou etiopského premiéra Hailemariama Desalegna. Po tomto gestu vyjádřil obavy o svoji bezpečnost a požádal o udělení politického azylu v USA. Vrátil se do vlasti v roce 2018, kdy nastoupil do funkce nový premiér Abiy Ahmed a slíbil ukončení represí vůči oromskému etniku.